# Besleria fluminensis
Besleria fluminensis là một loài thực vật có hoa trong họ Tai voi. Loài này được Brade mô tả khoa học đầu tiên năm 1948.